# George Gordon Byron
George Gordon Noel Byron, lord Byron (22. ledna 1788 Londýn – 19. dubna 1824 Mesolongi, Řecko) byl anglický básník, filhelén a přední představitel romantismu v literatuře. Mezi jeho nejznámější díla patří moderní eposy Childe Haroldova pouť a Don Juan, který zůstal nedokončený. Je také tvůrcem lyricko-epické byronské povídky, tj. poemy. Je považován za jednoho z největších evropských básníků.
Lord Byron proslul nejen svým dílem, ale i svým způsobem života, který zahrnoval extravagantní výstřelky, mnoho milostných skandálů, dluhy, rozvod a obvinění z incestu a sodomie. Jeho bývalá milenka lady Caroline Lambová o Byronovi prohlásila, že je „šílený, zlovolný a je nebezpečné ho znát“. Byron působil jako vůdce jedné ze skupin italských karbonářů během bojů s Rakouskem. Později se účastnil bojů proti Turkům během řecké války o nezávislost, pročež je považován za řeckého národního hrdinu. Zde hojně přispíval svými financemi, aby podpořil hnutí odporu proti turecké nadvládě. Svou obětí dopomohl Řecku získat svobodu po staletém područenství v rámci Osmanské říše. Zemřel v Mesolongi na řecké půdě.
Byl skotského původu a původně se jmenoval George Gordon Byron. V roce 1798 zdědil titul anglického barona a stal se 6. baronem Byronem z Rochdale. Od roku 1822 se na základě poslední vůle své zemřelé tchyně lady Milbanke jmenoval George Gordon Noel, 6. baron Byron.
Jeho dcera Ada Lovelace byla matematička a spolupracovala s Charlesem Babbagem na sestrojení analytického stroje, což byl předchůdce dnešních počítačů.

## Život

### Dětství
Jeho chůva jej jako malého chlapce vedla k náboženství. Rád četl historické a rytířské romány, odtud zřejmě pocházejí rytířské ideály pozdějšího básníka. Jako desetiletý zdědil po prastrýci titul barona z Rochdale a Newstadské opatství s pozemky a brzy na to se tam s matkou přestěhovali. Starost nad ním převzala sestra jeho původní chůvy. Nová chůva byla původkyní jeho předčasné pohlavní iniciace. Do domu vodila různé hosty z okolních krčem. Odtud pramení některé zvláštnosti v jeho chování. Tehdy získal silný odpor k pokryteckému náboženskému moralismu.
V roce 1801 nastoupil do prestižní soukromé školy v Harrow, kde zůstal do roku 1805. Přes vrozenou nemoc nohy a kulhavost, která jej trápila po celý život, se mezi spolužáky prosadil nejen sečtělostí a duševními schopnostmi, ale i sportovními výkony. Naproti tomu, školní výsledky byly spíše průměrné. Také se zamiloval do dívky ze sousedního panství. Tato naprosto čistá a platonická láska zůstala nenaplněná a zklamání jej dlouho neopouštělo. Jeho dílo poznamenal střet snů a představ s tvrdou realitou.

### Mládí a dospělost
Později studoval Byron na slavné univerzitě v Cambridgi, a to na Trinity College. Zde našel nové přátele. Na pokoji žil s dívkou převlečenou za chlapce (inspirace pro poemu Lara). Seznámil se se svou nevlastní sestrou Augustou Mary Leigh, k níž měl velice blízký vztah. Po studiích se vrátil do Newsteadského opatství. Zde se setkal se svou láskou z dětství, tehdy již vdanou a zklamanou. 
Po dosažení plnoletosti, v roce 1809, se jako baron mohl účastnit zasedání ve Sněmovně lordů, kde několikrát vystoupil. Hájil práva dělníků, jejichž práce byla tehdy nahrazována stroji. Ti se proti těmto snahám bouřili a stroje ničili. Byli nazýváni luddité (podle muže jménem Ned Ludd, jenž byl prvním, kdo začal stroje ničit). Byron také bojoval proti trestu smrti.
V červenci 1809 se vydal na grand tour po Středomoří. Již při plavbě Lamanšským kanálem začal psát epos Childe Haroldova pouť. První jeho zastávkou bylo portugalské hlavní město Lisabon. Dále pokračoval do španělské Sevilly, na ostrov Maltu, do Janova. Byl v této době vegetarián.
V rámci této cesty, spolu s poručíkem Ekenheadem, přeplaval úžinu Helléspont. Mimořádný sportovní výkon byl umocněný studenou vodou a silnými proudy. První pokus v polovině dubna se nezdařil, uspěli až 3. května 1810. Byronův romantický duch ovšem čin pojímal i jako literárně-historický experiment k ověření uskutečnitelnosti příběhu Ovidiovy báje Héro a Leandros. První dojmy vylíčil v básni Psáno po plavbě ze Sestu do Abydu, později jej několikrát zmínil ve svých dílech a v korespondenci s proboštem Eton College Francisem Hodgsonem lze nalézt větu: "Tímto úspěchem se chlubím víc než jakoukoli slávou, ať už politickou, básnickou nebo rétorickou."
Vydáním prvních dvou zpěvů Childe Haroldovy pouti po návratu v roce 1812, se rázem stal slavným, ale stále jej provázely výstřelky a skandály. Pověstné byly divoké večírky, které pořádal na tajemstvím opředeném irském hradě Charleville u městečka Tullamore.
Postupně se zadlužoval a finanční problémy se pokusil vyřešit sňatkem s předpokládanou bohatou dědičkou Annabellou Millbankeovou, ale ta se s ním krátce po narození dcery Ady v lednu 1816 rozešla. V březnu ještě stihl navázat známost s Claire Clairmontovou, která měla za následek narození dcery Allegry, ale v publicitě mnoha milostných eskapád, obviněních z incestu a sodomie, skandálním rozvodu a dalším nárůstu dluhů, musel v dubnu roku 1816 Spojené království opustit, aby se mu již nepodařilo vrátit živému.
Výjimečně studené a deštivé léto 1816 strávil u Ženevského jezera ve Švýcarsku, spolu s přítelem a osobním lékařem Johnem Polidorim. Zde se také spřátelil s mladým básníkem Percy Bysshe Shelleym a jeho budoucí ženou Mary Godwinovou. Výbuch sopky Tambora, který způsobil špatné počasí a izolaci literární společnosti ve vile Diodati, kde si vyprávěli "duchařské" historky, přispěl ke vzniku dodnes živého "upířího kultu". Ten započal po několika letech publikací Polidoriho Upíra a Frankensteina Mary Shelleyové, kteří byli, na Byronův impuls, počati právě zde.
Později žil v Itálii, které vyjadřoval podporu v boji za nezávislost na Rakousku jak činy, tak i ve svých dílech.

### Smrt

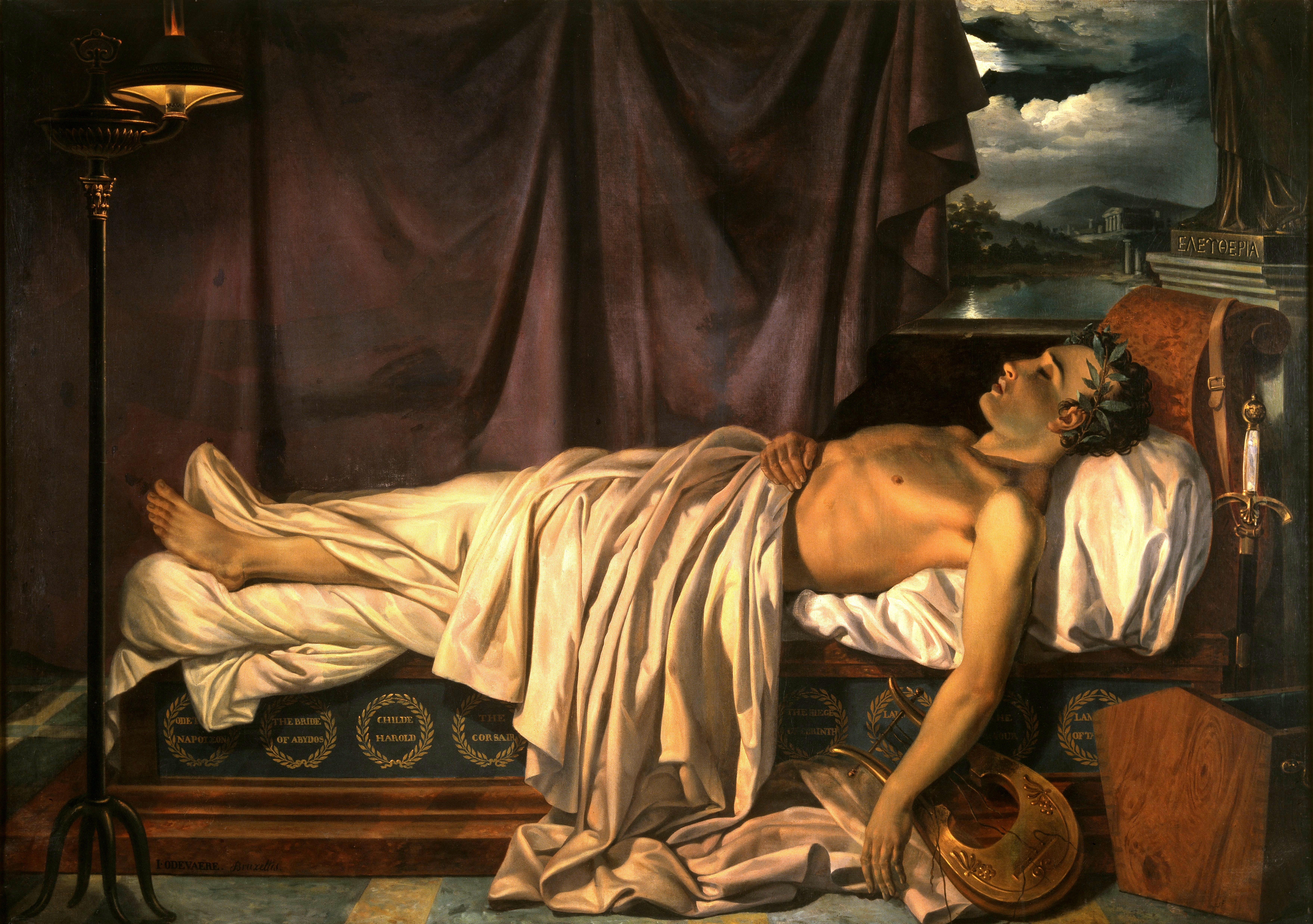
Lord Byron na smrtelném loži, obraz Josepha Denise Odevaereho z roku 1826

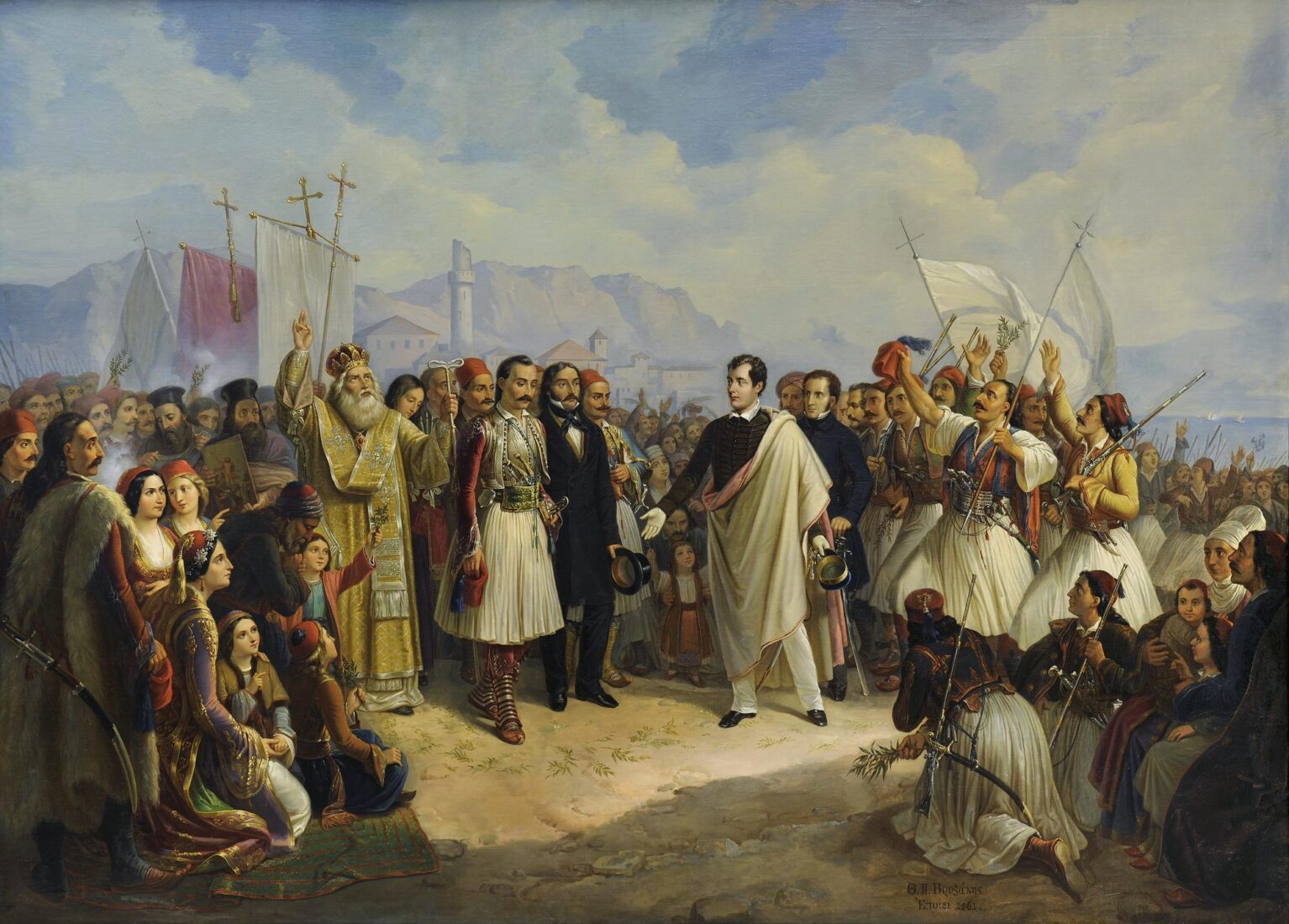
Lord Byron u Mesolongi, obraz Theodora Vryzakise z roku 1861

Roku 1823 z Janova odjel do Albánie a Řecka, kde se zúčastnil osvobozeneckého boje Řeků proti nadvládě Osmanské říše. Sídlil ve městě Mesolongi, kde onemocněl, pravděpodobně malárií. Jeho vleklé horečky spojené s kašlem se lékaři snažili léčit pouštěním žilou, což básníka ještě více oslabilo. Fyzicky zchátralý, předčasně zestárlý básník nakonec zemřel ve věku 36 let na sepsi. 
Řekové velmi truchlili nad jeho smrtí, řecký národní básník Dionysios Solomos napsal poému Ke smrti Lorda Byrona (Odi eis to thanato tou Lordou Byron), ale není příliš pravděpodobné, že by byl býval prohlášen řeckým králem.
Tělo bylo nabalzamováno, převezeno do Anglie, 16. července 1824 pochováno v kostele svaté Máří Magdaleny v Hucknallu, Nottinghamshire, ale srdcem zůstává dodnes v Řecku.

## Dílo

### Básně

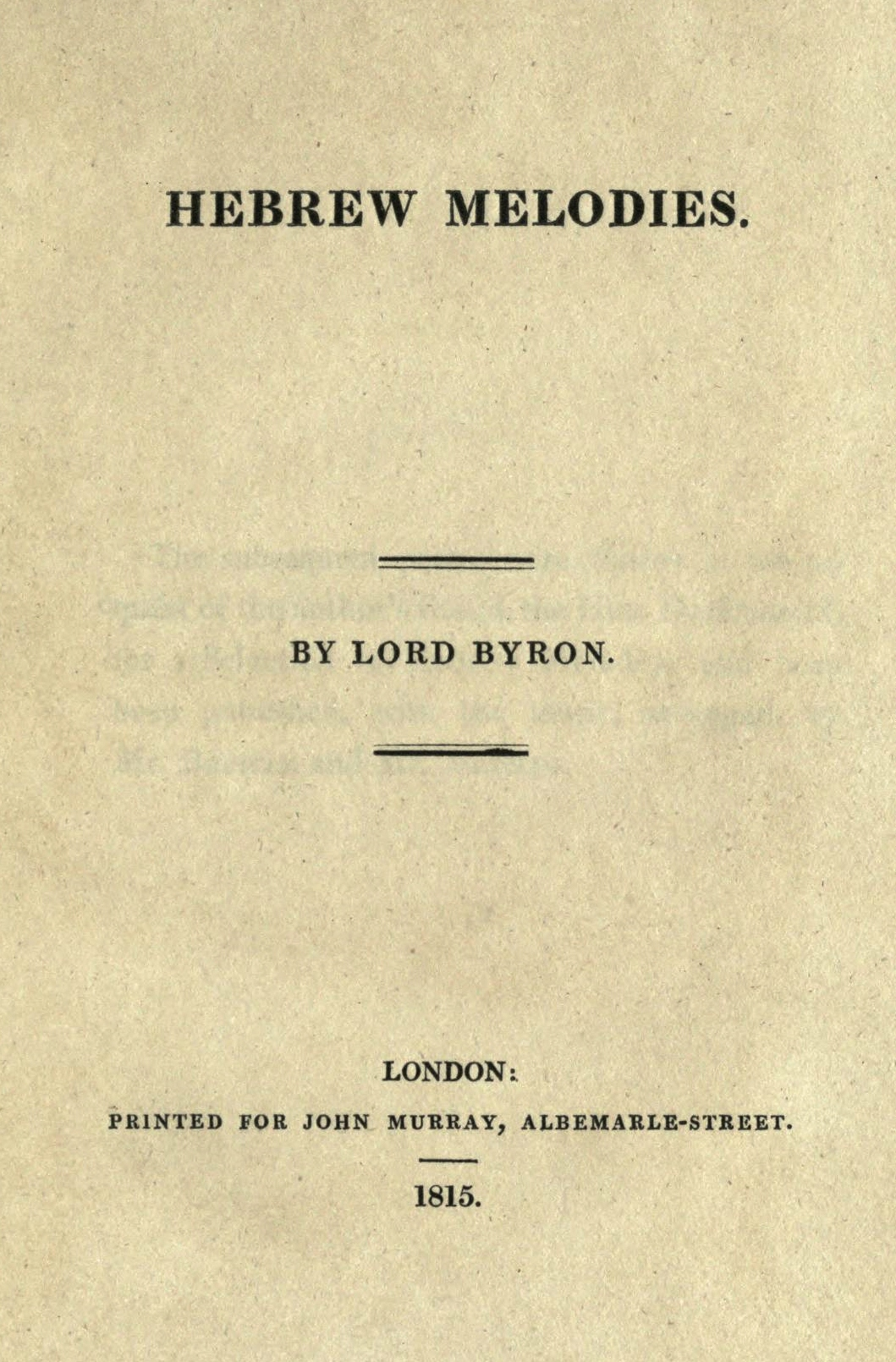
Hebrejské melodie, první vydání z roku 1815

- Hodiny zahálky (1807, Hours of Idleness), básnická sbírka, Byronova prvotina napsaná během studia pod vlivem klasického vzdělání a skotské tradice (James Macpherson, Walter Scott) ještě předtím, než básník dosáhl plnoletosti. Sklidila dosti drsnou kritiku v časopise Edinburgh Review.
- Angličtí bardi a skotští recenzenti (1809, English Bards and Scotch Reviewers), satirická báseň vzniklá především jako reakce na kritiku jeho prvotiny. Napadá v ní šéfredaktora časopisu Edinburgh Review, o kterém byl přesvědčen, že byl autorem odsuzující recenze a kritizoval zde i romantickou poezii Wordsworthovu a Coleridgeovu.
- Dívko z Athen, než se rozloučíme (1810, Maid of Athens, ere we part), milostná lyrická báseň.
- Minervina kletba (1811, The Curse of Minerva), satira namířená proti odvezení vlysu zdobícího Parthenón v Athénách do Britského muzea.
- Jde v kráse (1814, She Walks in Beauty), milostná báseň později zařazená do Byronovy sbírky  Hebrejské melodie.
- Hebrejské melodie (1815, Hebrew Melodies), lyrická básnická sbírka z velké části založená na motivech ze starozákonních textů. Obsahuje třicet básní napsaných původně proto, aby slovy doprovázely hudbu složenou anglickým skladatelem Isaacem Nathanem, o které tvrdil, že má starobylý původ.
- Tma (1816, Darkness), apokalyptická báseň o konci lidstva.
- Sen (1816, The Dream), autobiografická báseň
- Prométheus (1816, Prometheus), báseň zobrazující Prométhea jako neporaženého hrdinu.
- Tassův nářek (1817, The Lament of Tasso), dramatický monolog o období, které básník Torquato Tasso strávil v blázinci svaté. Anny ve Ferraře.
- Vidění soudu (1821, The Vision of Judgment), parodie stejnojmenné básně Roberta Southeyho, což byla apoteóza choromyslného krále Jiřího III. napsaná po jeho smrti a obsahující i útoky na Byrona.
- Dantovo proroctví (1821, The Prophecy of Dante), báseň o dalších osudech Itálie předpovídající její osvobození.
- Bronzový věk (1823, The Age of Bronze), politická báseň, ve které Byron považuje Španěly a americké kolonie za bojovníky za svobodu a vyčítá anglickým baronům, že žijí na krví, potu a slzami vyždímaných milionů.

### Moderní eposy

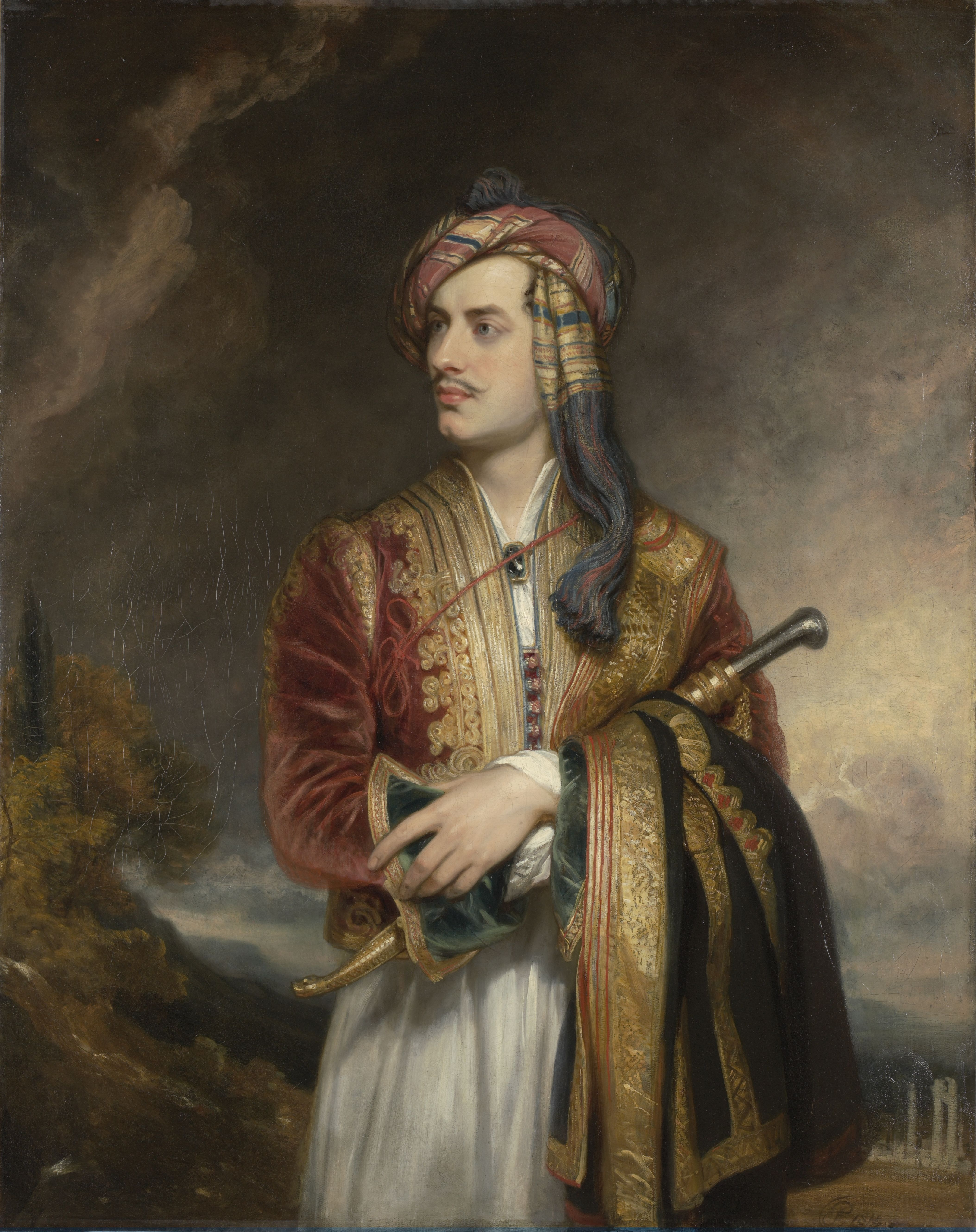
Lord Byron v albánském kroji, obraz Thomase Phillipse z roku 1813

- Childe Haroldova pouť (1812–1818, Childe Harold's Pilgrimage), rozsáhlá, volně komponovaná lyricko-epická skladba o čtyřech zpěvech, tzv. moderní epos. Childe Harold, mladý anglický šlechtic (Childe je středověké označení pro syna šlechtice, který ještě nedosáhl titulu rytíře, tj. pro panoše), je natolik nespokojený s poměry ve své vlasti (pokrytectví, rozmařilost, nespravedlnost, sociální bída) a tak znechucený svým přepychovým ale prázdným osobním životem, že se rozhodne pro pouť Evropou (z Anglie přes Portugalsko, Španělsko, Albánii, Řecko, Turecko, Belgii, Německo, Švýcarsko a Itálii), na které vyjadřuje svůj vzdor a protest proti nesvobodě a tyranii. Childe Haroldem vytvořil Byron tzv.byronského hrdinu, který se následně objevoval v mnoha dílech evropského romantismu. Dílo je do značné míry autobiografické, začíná jako satira na rytířské romány, pokračuje jako básníkův deník  a nakonec se mění v řetězec tematických básnických reflexí.
- Don Juan (1819-1824, nedokončeno), moderní epos, satirický veršovaný pikareskní román o sedmnácti zpěvech. Postavu fiktivního španělského libertina a svůdce žen dona Juana zbavil Byron démoničnosti a cynismu a představil jej jako neheroického mladíka, který nesvádí ženy, ale naopak ony jeho. Vylíčení jeho milostných dobrodružství, ve kterých se objevují i autobiografické prvky z Byronových cest po Řecku, využil básník jako prostředek k satirickému hodnocení současné (zejména britské) společnosti i ke kritice tehdejších evropských vlád.

### Básnické povídky (poemy)

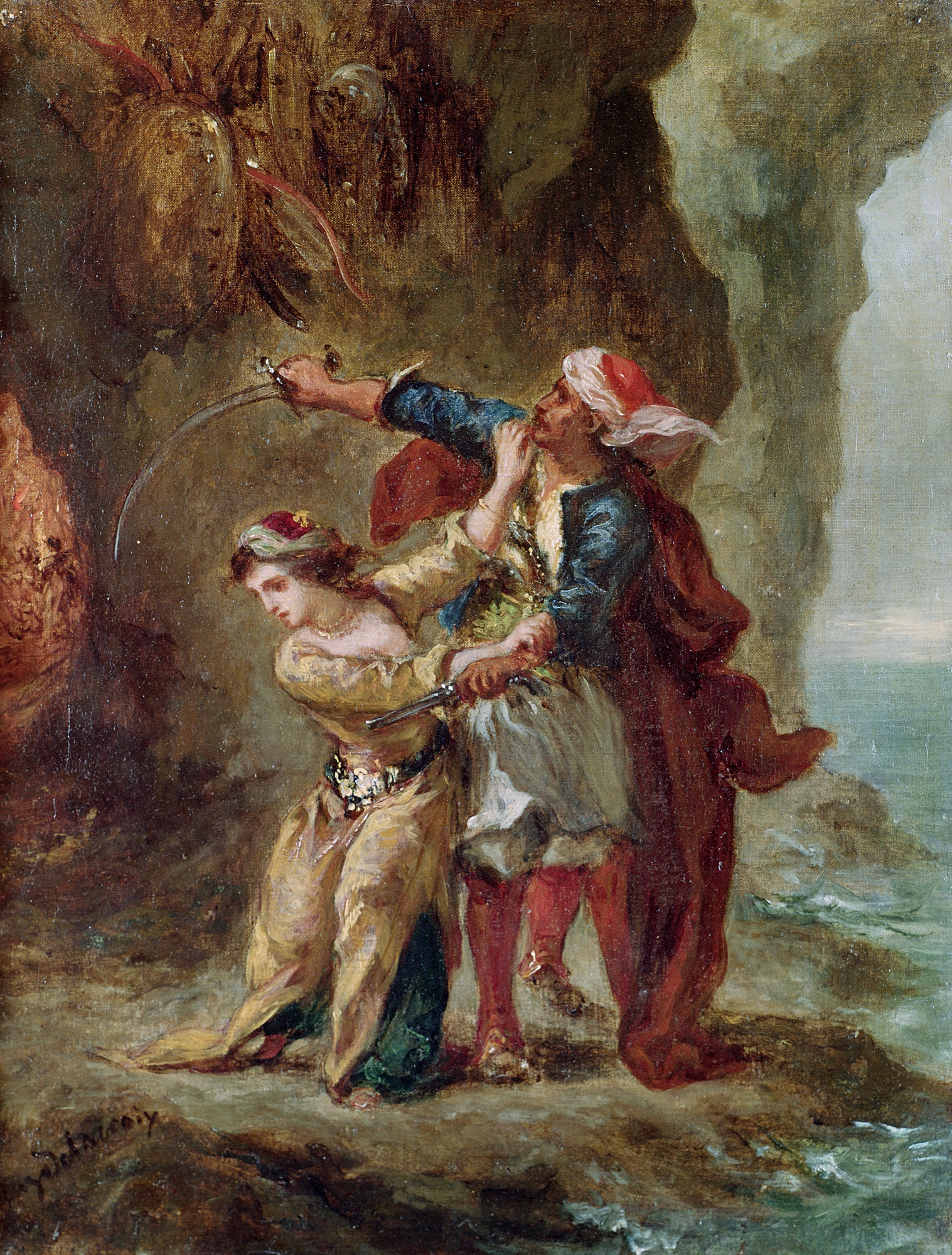
Nevěsta z Abydu, obraz Eugèna Delacroixe z roku 1857

- Džaur (1813, The Giaour), první ze série Byronových orientálních poem, tzv. Turkish Tales, tj. tureckých povídek.
- Nevěsta z Abydu (1813, The Bride of Abydos), orientální poema, střet touhy po svobodné a ničím nespoutané erotické lásce s nábožensky založenou autoritou otce nebo manžela.
- Korzár (1814, The Corsair), orientální poema vyprávějící příběh námořního lupiče s charakterem byronského hrdiny.
- Lara (1814), poema, mladý šlechtic Lara se vrací do své vlasti po dlouhých letech v cizině. Jeho minulost je zahalena tajemstvím. Lara je nepřístupný svému okolí, ale pomáhá ve svém panství utlačovaným lidem. Bojuje se znepřáteleným šlechticem za svobodu nevolníků a umírá v boji na hranicích sv= vlasti..
- Obléhání Korintu (1816, The Siege of Corinth), orientální poema inspirovaná osmanským masakrem benátské posádky držící Akrokorint v roce 1715. Poema vyša společně v jednom svazku s poemou Parisina.
- Parisina (1816), poema založená na příběhu markýze z Ferrary Niccola III. d'Este, který nechal popravit svou ženu Parisinu Malatestu a svého nemanželského syna pro jejich incestní vztah. Poema vyšla společně v jednom svazku s poemou Obléhání Korintu.
- Vězeň chillonský (1816, The Prisoner of Chillon), poema, pro kterou se Byron inspiroval ve Švýcarsku, kde navštívil hrad Chillon, ve kterém byl vězněn ženevský vlastenec François Bonivard. Tématem poemy je ničivé působení dlouhodobého žaláře na lidskou osobnost.
- Beppo (1818), satirická poema nanapsaná jako první v italské stanci (tzv. ottava rima).
- Mazepa (1819, Mazeppa), poema inspirovaná pověstí z mládí ukrajinského hejtmana Mazepy.
- Ostrov (1823, Island), poema inspirovaná vzpourou na Bounty a rozvíjející ideál navrácení se k rajskému přírodnímu stavu.

### Dramatické básně

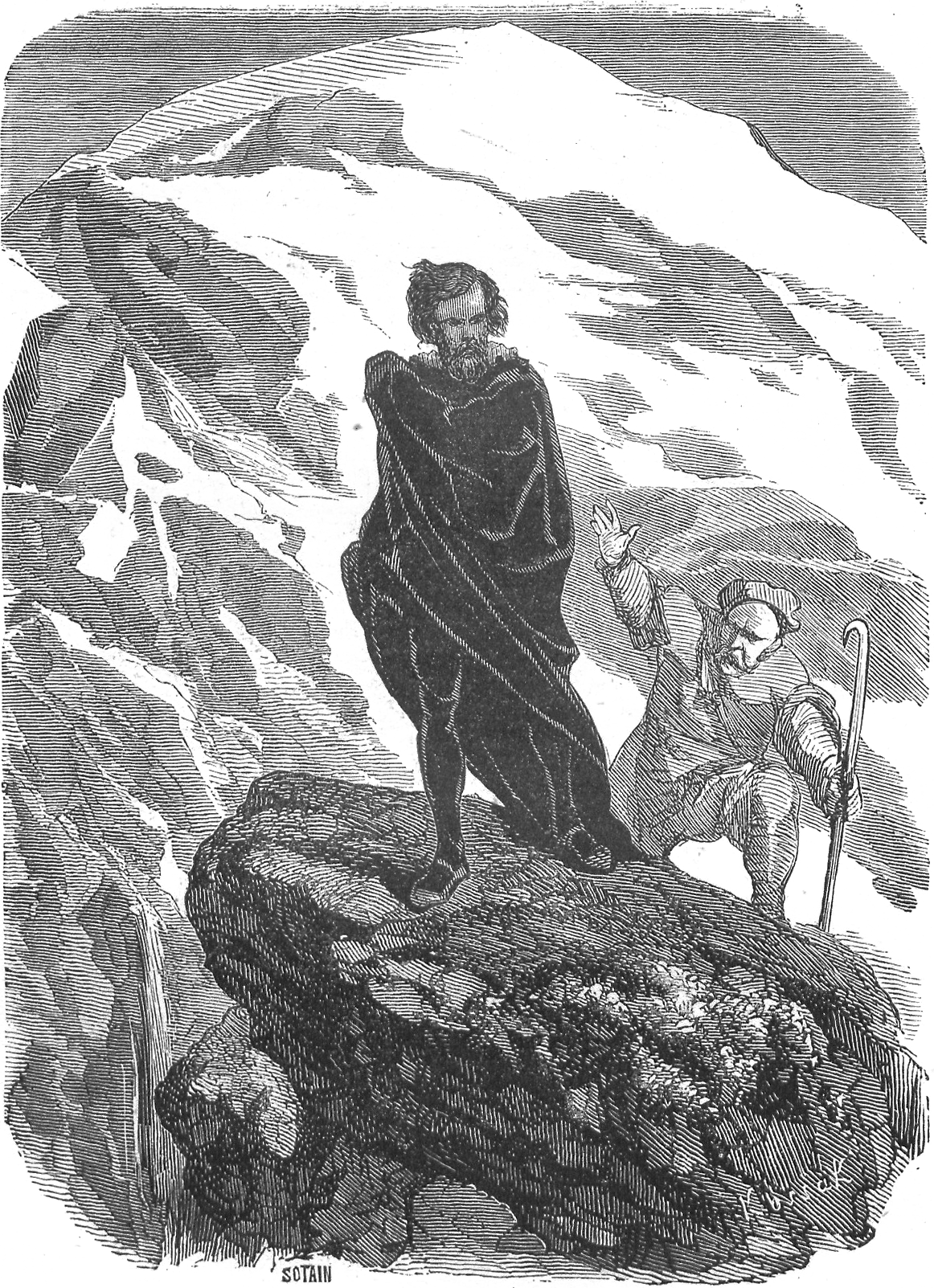
Manfréd, ilustrace Julisza Kossaka z roku 1859

- Manfréd (1817, Manfred), dramatická báseň na faustovské téma. Hlavní postava Manfréd žijící na svém hradě ve švýcarských Alpách o půlnoci využije svých tajemných duševních schopností a přivolá vesmírné duchy, kteří mu nabídnou dlouhý věk a sílu. To Manfréd odmítá a žádá duchy, aby mu dali zapomnění na jeho lásku a sestru Astarté, jejíž smrt zavinil. Duchové ale takovou moc nemají, a proto mu vykouzlí překrásnou ženu. Manfréd při jejím spatření omdlévá a je nad ním pronesena kletba. Poté hluboce prociťuje úděl člověka. Manfréd je titánský hrdina, který nepodléhá osudu, naopak mu do posledního dechu vzdoruje. Snaží se povznést nad své lidství.
- Kain (1821, Cain: A Mystery), drama ve formě dialogu s podtitulem Mysterium. Hlavní hrdina je Kain, který vyslovuje své pochybnosti, ale téměř u nikoho nenalézá pochopení, krom své sestry a své ženy Ady. Objevuje se Lucifer. Dá mu nahlédnout mezi hvězdy, diskutují spolu o různých otázkách života. Jedna z ústředních myšlenek je: Proč Bůh, který chce od lidí dobro, stvořil zlo a vystavuje člověka tomuto nebezpečí.
- Nebesa a země (1822, Heaven and Earth: A Mystery), dramatická báseň s podtitulem Mysterium vyprávějící o sňatku rebelujících andělů se smrtelnými ženami.

### Divadelní hry
- Marino Faliero, benátský dóže (1820, Marino Faliero, Doge of Venice), tragédie. Benátský dóže se pokusí o převrat, je odhalen a popraven.
- Sardanapal (1821, Sardanapalus), historická tragédie ve blankversu odehrávající se ve starověkém Ninive a líčící pád asyrského království a jejího údajně posledního krále Sardanapala.
- Dva Foscariové (1821, The Two Foscari), historická vešsovaná tragédie založená na skutečném příběhu o pádu benátského dóžete Francesca Foscariho a jeho syna Jacopa.
- Werner aneb Dědictví (1822, Werner, or The Inheritance), drama zachycující rozklad šlechtické rodiny, feudálních hodnot i státní moci ve Slezsku a v Čechách zničených třicetiletou válkou.
- Zpotvořený přetvořený (1824, The Deformed Transformed), burleska výrazně transformující biblický mýtus prvotního hříchu.

### Korespondence
- Dopisy a deníky lorda Byrona (1830, Letters and Journals of Lord Byron), dva svazky, vydal Byronův přítel, básník Thomas Moore.
- Byronovy dopisy a deníky (1973–1982, Byron's Letters and Journals), dvanáct svazků, uspořádal americký literární historik Leslie A. Marchand.

## Inspirace
V díle Lorda Byrona se inspirovalo mnoho pozdějších spisovatelů, zejména slovanských, například: Adam Mickiewicz, Alexandr Sergejevič Puškin, Michail Jurjevič Lermontov, Karel Hynek Mácha, z mimoslovanských Heinrich Heine, Edgar Allan Poe.
Karel Hynek Mácha se inspiroval jeho poemou Vězeň chillonský při psaní svého nejslavnějšího díla Máj.

## Česká vydání
- Nevěsta z Abydu: pověst turecká, Praha: Tisk a náklad Jaroslava Pospíšila 1854, překlad Josef Václav Frič.
- Kain: dramatická báseň, Praha: Eduard Grégr 1871, překlad Josef Durdík.
- Parisina, in Josefa Jaroslava Kaliny Básnické spisy, Praha: Ignác Leopold Kober 1874, překlad Josef Jaroslav Kalina.
- Manfred: dramatická báseń, Praha: Antonín Reinwart 1882, překlad Josef Václav Frič.
- Korsár; Lara: básnické povídky, Praha: Eduard Grégr 1885, překlad Čeněk Ibl.
- Hebrejské melodie, Praha: František Šimáček 1890, dvojí překlad Jaroslava Vrchlického a Josefa Váckava Sládka.
- Childe-Haroldova pouť, Praha: František Šimáček 1890, překlad Eliška Krásnohorská.
- Nebesa a země: mysterium, Sen, Oskar z Alvy, Praha: Nakladatelství a tiskárna Josef R. Vilímek 1891, překlad František Krsek, báseň  Oskar z Alvy pochází ze sbírky Hodiny zahálky.
- Sardanapal: tragédie, Praha: Jan Otto 1892, překlad František Krsek.
- Kain: dramatická báseň, Praha: František Bačkovský 1895,  překlad Josef Durdík, 2. poopravené vydání,
- Vězeň chillonský, Praha: Alois Wiesner 1900, překlad Antonín Klášterský..
- Manfred, Praha: Jan Otto 1901, překlad Jaroslav Vrchlický.
- Mazeppa, Praha: Alois Wiesner 1902, překlad Antonín Klášterský.
- Parisina, Praha: Jan Otto 1904, překlad Antonín Klášterský.
- Mazeppa, Praha: Alois Wiesner 1904, překlad Antonín Klášterský, 2. vydání.
- Don Juan, Praha: Jan Otto 1904-1905, překlad Václav Alois Jung, dva svazky, pouze první čtyři zpěvy, I. a II. zpěv 1904, III. a IV. zpěv 1905.
- Lara, Praha: Jan Otto 1910, překlad František Tropp.
- Giaour, Praha: Alois Hynek 1912, překlad Jan Hart.
- Childe-Haroldova pouť, Praha: Jan Otto 1918, překlad Eliška Krásnohorská, 2. opravené vydání.
- Vězeň chillonský, Praha: Jan Otto 1922, překlad Antonín Klášterský, 2. opravené vydání.
- Mazeppa, Praha: Jan Otto 1922, překlad Antonín Klášterský, 2. opravené vydání.
- Lara, Praha: Jan Otto 1926, překlad František Tropp, 2. vydání.
- Lyrika: výbor, Praha: Mladá fronta 1959, uspořádal Jaroslav Hornát, překlad Hana Žantovská, výbor z Hodin zahálky, Hebrejských melodií a z dalších příležitostných básní
- Zlomky a drobné básně, Praha: Slunečnice 1962, parafráze Růženy Žižkové, bibliofilie.
- Don Juan. Praha: Supraphon 1969, pouze I. zpěv, překlad Tomáš Vondrovic.
- Poutník z Albionu: výbor z díla, Praha: Československý spisovatel 1981, uspořádala a přeložila Hana Žantovská, výbor z lyriky a korespondence, poema Chillonský vězeň a XI. zpěv Dona Juana.
- Manfréd: dramatická báseň, Praha: Supraphon 1989, přeložil Martin Procházka.
- Beppo: příběh benátský, Čáslav: Studio Press 2001, překlad Naďa Benešová, zrcadlová anglicko-česká verze.